# Postbewijszegel
Postbewijszegels werden in Nederland gebruikt van 1 december 1884 t/m 31 december 1899. Deze zegels werden opgeplakt op een postbewijsformulier ter aanduiding van de waarde van het postbewijs (het uit te betalen bedrag).
Een postbewijs was een soort postwissel waarmee men geld kon overmaken. Het formulier was op het postkantoor te koop (2½ cent) evenals de postbewijszegels. Daarna kon het postbewijs per brief worden opgestuurd. De waarde van het postbewijs werd bepaald door het bedrag dat aan postbewijszegels was opgeplakt. De ontvanger van de brief kon dat bedrag op het postkantoor ophalen.
Postbewijszegels zijn opgenomen in de NVPH-catalogus.